# Chrysomopsis auratus
Chrysomopsis auratus là một loài ruồi trong họ Tachinidae.